# 네임 서버
네임 서버(Name server)는 디렉터리 서비스 프로토콜을 실행하는 프로그램이나 서버를 통칭한다. 일반적으로, 인터넷에서 도메인 이름 서비스를 제공하는 서버를 말한다.
네임 서버는 디렉터리 서비스에 대한 쿼리에 대한 응답을 제공하기 위해 네트워크 서비스를 구현하는 컴퓨터 애플리케이션이다. 이는 인간에게 의미 있는 텍스트 기반 식별자를 시스템 내부의 숫자 식별 또는 주소 지정 구성 요소로 변환하는 경우가 많다. 이 서비스는 서비스 프로토콜 요청에 대한 응답으로 서버에서 수행된다.
네임 서버의 예로는 인터넷의 두 가지 주요 이름 공간 중 하나인 DNS(도메인 네임 시스템)의 서버 구성 요소가 있다. DNS 서버의 가장 중요한 기능은 사람이 기억할 수 있는 도메인 이름과 호스트 이름을 해당 숫자 IP(인터넷 프로토콜) 주소로 변환(해석)하는 것이다. IP(인터넷 프로토콜) 주소는 컴퓨터 시스템을 식별하고 찾는 데 사용되는 인터넷상의 자원의 두 번째 주요 이름 공간이다.

## 도메인 네임 서버
인터넷은 도메인 네임 계층과 IP 주소 시스템이라는 두 가지 주요 네임스페이스를 유지한다. 도메인 네임 시스템은 도메인 네임스페이스를 유지하고 이 두 네임스페이스 간의 변환 서비스를 제공한다. 인터넷 네임 서버는 도메인 네임 시스템을 구현한다. 도메인 네임 시스템의 최상위 계층은 ICANN의 위임을 통해 유지 관리되는 루트 네임 서버에 의해 제공된다. 전 세계에 위치한 DNS 서버는 도메인 네임을 IP 주소로 변환하여 사용자가 특정 도메인을 통해 액세스할 수 있는 서버를 제어할 수 있다. 루트 아래의 인터넷 리소스는 각 등록 기관 및 도메인 네임 보유자가 관리하는 도메인 계층 구조로 구성된다. DNS 네임 서버는 도메인 네임에 대한 주소(A, AAAA) 레코드, NS 레코드 및 MX 레코드와 같은 DNS 레코드를 저장하는 서버이다. 데이터베이스에 대한 쿼리에 대한 답변으로 응답한다.

## 같이 보기
- BIND
- DNSSEC
- LDAP
- 네트워크 정보 서비스